# The World’s Billionaires/Listen
Dieser Listenartikel enthält alle Jahre der Liste The World’s Billionaires, welche einmal im Jahr vom Wirtschaftsmagazin Forbes veröffentlicht wird. Diktatoren und Angehörige von Königshäusern werden dabei nicht von Forbes berücksichtigt.
Legende
- ▬ Position zum Vorjahr beibehalten.
- ▲ Position(en) zum Vorjahr gewonnen bzw. Vermögen gestiegen.
- ▼ Position(en) zum Vorjahr verloren bzw. Vermögen gesunken.

## 2005
Die Liste für 2005 nannte 581 Milliardäre.
| Platz | Milliardär                       | Vermögen in Milliarden US-Dollar | Nationalität       | Alter | Wirtschaftszweig                                  |
| ----- | -------------------------------- | -------------------------------- | ------------------ | ----- | ------------------------------------------------- |
| 1. ▬  | Bill Gates                       | 46,5 ▼                           | Vereinigte Staaten | 49    | Software (Microsoft)                              |
| 2. ▬  | Warren Buffett                   | 44,0 ▲                           | Vereinigte Staaten | 74    | Investment (Berkshire Hathaway)                   |
| 3. ▲  | Lakshmi Mittal                   | 25,0 ▲                           | Indien             | 54    | Stahlproduktion (Mittal Steel Company)            |
| 4. ▲  | Carlos Slim Helú                 | 23,8 ▲                           | Mexiko             | 65    | Telekommunikation (Telmex, Telcel, América Móvil) |
| 5. ▼  | Prinz al-Walid ibn Talal Al Saud | 23,7 ▲                           | Saudi-Arabien      | 49    | Investments                                       |
| 6. ▲  | Ingvar Kamprad                   | 23,0 ▲                           | Schweden           | 79    | Möbelhandel (IKEA)                                |
| 7. ▼  | Paul Allen                       | 21,0 ▬                           | Vereinigte Staaten | 52    | Software (Microsoft)                              |
| 8. ▼  | Karl Albrecht                    | 18,5 ▼                           | Deutschland        | 85    | Einzelhandel (Aldi)                               |
| 9. ▲  | Larry Ellison                    | 18,4 ▼                           | Vereinigte Staaten | 60    | Software (Oracle)                                 |
| 10. ▬ | S. Robson Walton                 | 18,3 ▼                           | Vereinigte Staaten | 61    | Einzelhandel (Wal-Mart)                           |

## 2006
| Rang  | Milliardär                | Vermögen in Milliarden US-Dollar | Nationalität       | Alter | Wirtschaftszweig                                  |
| ----- | ------------------------- | -------------------------------- | ------------------ | ----- | ------------------------------------------------- |
| 1. ▬  | Bill Gates                | 50,0 ▲                           | Vereinigte Staaten | 50    | Software (Microsoft)                              |
| 2. ▬  | Warren Buffett            | 42,0 ▼                           | Vereinigte Staaten | 75    | Investment (Berkshire Hathaway)                   |
| 3. ▲  | Carlos Slim Helú          | 30,0 ▲                           | Mexiko             | 66    | Telekommunikation (Telmex, Telcel, América Móvil) |
| 4. ▲  | Ingvar Kamprad            | 28,0 ▲                           | Schweden           | 79    | Möbelhandel (IKEA)                                |
| 5. ▼  | Lakshmi Mittal            | 23,5 ▼                           | Indien             | 55    | Stahlproduktion (Mittal Steel Company)            |
| 6. ▲  | Paul Allen                | 22,0 ▲                           | Vereinigte Staaten | 53    | Software (Microsoft)                              |
| 7. ▲  | Bernard Arnault           | 21,5 ▲                           | Frankreich         | 57    | Bekleidung (Moët Hennessy Louis Vuitton S. A.)    |
| 8. ▼  | Al-Walid ibn Talal        | 20,0 ▼                           | Saudi-Arabien      | 49    | Investments                                       |
| 9. ▲  | Kenneth Thomson & Familie | 19,6 ▲                           | Kanada             | 82    | Medien (The Thomson Corporation)                  |
| 10. ▲ | Li Ka-shing               | 18,8 ▲                           | Hongkong           | 77    | Mischkonzern (Cheung Kong)                        |

## 2007
| Rang   | Milliardär         | Vermögen in Milliarden US-Dollar | Nationalität       | Alter | Wirtschaftszweig                                  |
| ------ | ------------------ | -------------------------------- | ------------------ | ----- | ------------------------------------------------- |
| 1. ▬   | Bill Gates         | 56,0 ▲                           | Vereinigte Staaten | 51    | Software (Microsoft)                              |
| 2. ▬   | Warren Buffett     | 52,0 ▲                           | Vereinigte Staaten | 76    | Investment (Berkshire Hathaway)                   |
| 3. ▬   | Carlos Slim Helú   | 49,0 ▲                           | Mexiko             | 67    | Telekommunikation (Telmex, Telcel, América Móvil) |
| 4. ▬   | Ingvar Kamprad     | 33,0 ▲                           | Schweden           | 80    | Möbelhandel (IKEA)                                |
| 5. ▬   | Lakshmi Mittal     | 32,0 ▲                           | Indien             | 56    | Stahlproduktion (Mittal Steel Company)            |
| 6. ▲   | Sheldon Adelson    | 26,5 ▲                           | Vereinigte Staaten | 73    | Immobilien (Las Vegas Sands)                      |
| 7. ▬   | Bernard Arnault    | 26,0 ▲                           | Frankreich         | 58    | Bekleidung (Moët Hennessy Louis Vuitton S. A.)    |
| 8. ▲   | Amancio Ortega     | 24,0 ▲                           | Spanien            | 71    | Bekleidung (Inditex)                              |
| 9. ▲   | Li Ka-shing        | 23,0 ▲                           | Hongkong           | 78    | Mischkonzern (Cheung Kong)                        |
| 10. ▼  | David Thomson      | 22,0 ▲                           | Kanada             | 49    | Medien (The Thomson Corporation)                  |
|        |                    |                                  |                    |       |                                                   |
| 15. ▼  | Karl Albrecht      | 20,0 ▲                           | Deutschland        | 87    | Einzelhandel (Aldi)                               |
| 76. ▬  | Ernesto Bertarelli | 8,8 ▲                            | Schweiz            | 42    | Biotechnologie (Serono S.A.)                      |
| 249. ▬ | Karl Wlaschek      | 3,5 ▲                            | Österreich         | 90    | Einzelhandel (Billa)                              |

## 2008
| Rang   | Milliardär         | Vermögen in Milliarden US-Dollar |
| ------ | ------------------ | -------------------------------- |
| 1. ▲   | Warren Buffett     | 62,0 ▲                           |
| 2. ▲   | Carlos Slim Helú   | 60,0 ▲                           |
| 3. ▼   | Bill Gates         | 58,0 ▲                           |
| 4. ▲   | Lakshmi Mittal     | 45,0 ▲                           |
| 5. ▲   | Mukesh Ambani      | 43,0 ▲                           |
| 6. ▲   | Anil Ambani        | 42,0 ▲                           |
| 7. ▼   | Ingvar Kamprad     | 31,0 ▼                           |
| 8. ▲   | Kushal Pal Singh   | 30,0 ▲                           |
| 9. ▲   | Oleg Deripaska     | 28,0 ▲                           |
| 10. ▲  | Karl Albrecht      | 27,0 ▲                           |
|        |                    |                                  |
| 75. ▲  | Ernesto Bertarelli | 10,3 ▲                           |
| 211. ▲ | Karl Wlaschek      | 4,9 ▲                            |

## 2009
| Rang   | Milliardär         | Vermögen in Milliarden US-Dollar |
| ------ | ------------------ | -------------------------------- |
| 1. ▲   | Bill Gates         | 40,0 ▼                           |
| 2. ▼   | Warren Buffett     | 37,0 ▼                           |
| 3. ▼   | Carlos Slim Helú   | 35,0 ▼                           |
| 4. ▲   | Larry Ellison      | 22,5 ▼                           |
| 5. ▲   | Ingvar Kamprad     | 22,0 ▼                           |
| 6. ▲   | Karl Albrecht      | 21,5 ▼                           |
| 7. ▼   | Mukesh Ambani      | 19,5 ▼                           |
| 8. ▼   | Lakshmi Mittal     | 19,3 ▼                           |
| 9. ▲   | Theo Albrecht      | 18,8 ▼                           |
| 10. ▲  | Amancio Ortega     | 18,3 ▼                           |
|        |                    |                                  |
| 52. ▲  | Ernesto Bertarelli | 8,2 ▼                            |
| 124. ▲ | Karl Wlaschek      | 4,2 ▼                            |

## 2010
| Rang   | Milliardär         | Vermögen in Milliarden US-Dollar |
| ------ | ------------------ | -------------------------------- |
| 1. ▲   | Carlos Slim Helú   | 53,5 ▲                           |
| 2. ▼   | Bill Gates         | 53,0 ▲                           |
| 3. ▼   | Warren Buffett     | 47,0 ▲                           |
| 4. ▲   | Mukesh Ambani      | 29,0 ▲                           |
| 5. ▲   | Lakshmi Mittal     | 28,7 ▲                           |
| 6. ▼   | Larry Ellison      | 28,0 ▲                           |
| 7. ▲   | Bernard Arnault    | 27,5 ▲                           |
| 8. ▲   | Eike Batista       | 27,0 ▲                           |
| 9. ▲   | Amancio Ortega     | 25,0 ▲                           |
| 10. ▼  | Karl Albrecht      | 23,5 ▲                           |
|        |                    |                                  |
| 64. ▼  | Ernesto Bertarelli | 10,0 ▲                           |
| 189. ▼ | Karl Wlaschek      | 4,4 ▲                            |

## 2011
| Rang   | Milliardär          | Vermögen in Milliarden US-Dollar |
| ------ | ------------------- | -------------------------------- |
| 1. ▬   | Carlos Slim Helú    | 74,0 ▲                           |
| 2. ▬   | Bill Gates          | 56,0 ▲                           |
| 3. ▬   | Warren Buffett      | 50,0 ▲                           |
| 4. ▲   | Bernard Arnault     | 41,0 ▲                           |
| 5. ▲   | Larry Ellison       | 39,5 ▲                           |
| 6. ▼   | Lakshmi Mittal      | 31,1 ▲                           |
| 7. ▲   | Amancio Ortega      | 31,0 ▲                           |
| 8. ▬   | Eike Batista        | 30,0 ▲                           |
| 9. ▼   | Mukesh Ambani       | 27,0 ▼                           |
| 10. ▲  | Christy Walton      | 26,5 ▲                           |
|        |                     |                                  |
| 12. ▼  | Karl Albrecht       | 25,5 ▲                           |
| 81. ▼  | Ernesto Bertarelli  | 10,0 ▬                           |
| 208. ▬ | Dietrich Mateschitz | 5,0 ▲                            |

## 2012
| Rang   | Milliardär          | Vermögen in Milliarden US-Dollar |
| ------ | ------------------- | -------------------------------- |
| 1. ▬   | Carlos Slim Helú    | 69,0 ▼                           |
| 2. ▬   | Bill Gates          | 61,0 ▲                           |
| 3. ▬   | Warren Buffett      | 44,0 ▼                           |
| 4. ▬   | Bernard Arnault     | 41,0 ▬                           |
| 5. ▲   | Amancio Ortega      | 37,5 ▲                           |
| 6. ▼   | Larry Ellison       | 36,0 ▼                           |
| 7. ▲   | Eike Batista        | 30,0 ▬                           |
| 8. ▲   | Stefan Persson      | 26,0 ▲                           |
| 9. ▲   | Li Ka-shing         | 25,5 ▼                           |
| 10. ▲  | Karl Albrecht       | 25,4 ▼                           |
|        |                     |                                  |
| 83. ▼  | Ernesto Bertarelli  | 10,6 ▲                           |
| 193. ▲ | Johann Graf         | 5,3 ▲                            |
| 193. ▲ | Dietrich Mateschitz | 5,3 ▲                            |

## 2013
| Rang   | Milliardär          | Vermögen in Milliarden US-Dollar |
| ------ | ------------------- | -------------------------------- |
| 1. ▬   | Carlos Slim Helú    | 73,0 ▲                           |
| 2. ▬   | Bill Gates          | 67,0 ▲                           |
| 3. ▲   | Amancio Ortega      | 57,0 ▲                           |
| 4. ▼   | Warren Buffett      | 53,5 ▲                           |
| 5. ▲   | Larry Ellison       | 43,0 ▼                           |
| 6. ▲   | Charles G. Koch     | 34,0 ▲                           |
| 6. ▲   | David H. Koch       | 34,0 ▲                           |
| 8. ▲   | Li Ka-shing         | 31,0 ▲                           |
| 9. ▲   | Liliane Bettencourt | 30,0 ▲                           |
| 10. ▼  | Bernard Arnault     | 29,0 ▼                           |
|        |                     |                                  |
| 18. ▼  | Karl Albrecht       | 26,0 ▲                           |
| 94. ▼  | Ernesto Bertarelli  | 11,0 ▲                           |
| 162. ▲ | Dietrich Mateschitz | 7,1 ▲                            |

## 2014
| Rang   | Milliardär          | Vermögen in Milliarden US-Dollar | Nationalität       | Alter | Wirtschaftszweig                                  |
| ------ | ------------------- | -------------------------------- | ------------------ | ----- | ------------------------------------------------- |
| 1. ▲   | Bill Gates          | 76,0 ▲                           | Vereinigte Staaten | 60    | Software (Microsoft)                              |
| 2. ▼   | Carlos Slim Helú    | 72,0 ▼                           | Mexiko             | 74    | Telekommunikation (Telmex, Telcel, América Móvil) |
| 3. ▬   | Amancio Ortega      | 64,0 ▲                           | Spanien            | 77    | Bekleidung (Inditex)                              |
| 4. ▬   | Warren Buffett      | 58,2 ▲                           | Vereinigte Staaten | 83    | Investment (Berkshire Hathaway)                   |
| 5. ▬   | Larry Ellison       | 48,0 ▲                           | Vereinigte Staaten | 69    | Software (Oracle)                                 |
| 6. ▬   | Charles G. Koch     | 40,0 ▲                           | Vereinigte Staaten | 78    | Öl- und Chemie (Koch Industries)                  |
| 6. ▬   | David H. Koch       | 40,0 ▲                           | Vereinigte Staaten | 73    | Öl- und Chemie (Koch Industries)                  |
| 8. ▲   | Sheldon Adelson     | 38,0 ▲                           | Vereinigte Staaten | 80    | Immobilienbranche (Las Vegas Sands)               |
| 9. ▲   | Christy Walton      | 36,7 ▲                           | Vereinigte Staaten | 59    | Einzelhandel (Wal-Mart)                           |
| 10. ▲  | Jim Walton          | 34,7 ▲                           | Vereinigte Staaten | 66    | Einzelhandel (Wal-Mart)                           |
|        |                     |                                  |                    |       |                                                   |
| 18. ▬  | Karl Albrecht       | 25,0 ▼                           | Deutschland        | 94    | Einzelhandel (Aldi)                               |
| 92. ▲  | Ernesto Bertarelli  | 12,0 ▲                           | Schweiz            | 48    | Biotechnologie (Serono S.A.)                      |
| 136. ▲ | Dietrich Mateschitz | 9,2 ▲                            | Österreich         | 69    | Getränke (Red Bull GmbH)                          |

## 2015
| Rang   | Milliardär                         | Vermögen in Milliarden US-Dollar | Nationalität       | Alter | Wirtschaftszweig                                  |
| ------ | ---------------------------------- | -------------------------------- | ------------------ | ----- | ------------------------------------------------- |
| 1. ▬   | Bill Gates                         | 79,2 ▲                           | Vereinigte Staaten | 61    | Software (Microsoft)                              |
| 2. ▬   | Carlos Slim Helú                   | 77,1 ▲                           | Mexiko             | 75    | Telekommunikation (Telmex, Telcel, América Móvil) |
| 3. ▲   | Warren Buffett                     | 72,7 ▲                           | Vereinigte Staaten | 84    | Investment (Berkshire Hathaway)                   |
| 4. ▼   | Amancio Ortega                     | 64,5 ▲                           | Spanien            | 78    | Bekleidung (Inditex)                              |
| 5. ▬   | Larry Ellison                      | 54,3 ▲                           | Vereinigte Staaten | 70    | Software (Oracle)                                 |
| 6. ▬   | Charles Koch                       | 42,9 ▲                           | Vereinigte Staaten | 79    | Öl und Chemie (Koch Industries)                   |
| 6. ▬   | David H. Koch                      | 42,9 ▲                           | Vereinigte Staaten | 74    | Öl und Chemie (Koch Industries)                   |
| 8. ▲   | Christy Walton                     | 41,7 ▲                           | Vereinigte Staaten | 60    | Einzelhandel (Wal-Mart)                           |
| 9. ▲   | Jim Walton                         | 40,6 ▲                           | Vereinigte Staaten | 66    | Einzelhandel (Wal-Mart)                           |
| 10. ▲  | Liliane Bettencourt                | 40,1 ▲                           | Frankreich         | 92    | L’Oréal                                           |
|        |                                    |                                  |                    |       |                                                   |
| 21. ▲  | Georg Friedrich Wilhelm Schaeffler | 26,9 ▲                           | Deutschland        | 50    | Maschinenbau (Schaeffler-Gruppe)                  |
| 116. ▲ | Dietrich Mateschitz                | 10,8 ▲                           | Österreich         | 70    | Getränke (Red Bull GmbH)                          |

## 2016
| Rang   | Milliardär                        | Vermögen in Milliarden US-Dollar | Nationalität       | Alter | Wirtschaftszweig                                  |
| ------ | --------------------------------- | -------------------------------- | ------------------ | ----- | ------------------------------------------------- |
| 1. ▬   | Bill Gates                        | 75,0 ▼                           | Vereinigte Staaten | 61    | Software (Microsoft)                              |
| 2. ▲   | Amancio Ortega                    | 67,0 ▲                           | Spanien            | 79    | Bekleidung (Inditex)                              |
| 3. ▬   | Warren Buffett                    | 60,8 ▼                           | Vereinigte Staaten | 84    | Investment (Berkshire Hathaway)                   |
| 4. ▼   | Carlos Slim Helú                  | 50,0 ▼                           | Mexiko             | 76    | Telekommunikation (Telmex, Telcel, América Móvil) |
| 5. ▲   | Jeff Bezos                        | 45,2 ▲                           | Vereinigte Staaten | 52    | Internethandel (Amazon.com)                       |
| 6. ▲   | Mark Zuckerberg                   | 44,6 ▲                           | Vereinigte Staaten | 31    | Software (Facebook)                               |
| 7. ▼   | Larry Ellison                     | 43,6 ▼                           | Vereinigte Staaten | 71    | Software (Oracle)                                 |
| 8. ▲   | Michael Bloomberg                 | 40,0 ▲                           | Vereinigte Staaten | 74    | Medien (Bloomberg L.P.)                           |
| 9. ▼   | Charles G. Koch                   | 39,6 ▼                           | Vereinigte Staaten | 80    | Öl und Chemie (Koch Industries)                   |
| 9. ▼   | David H. Koch                     | 39,6 ▼                           | Vereinigte Staaten | 75    | Öl und Chemie (Koch Industries)                   |
| 11. ▬  | Liliane Bettencourt               | 36,1 ▼                           | Frankreich         | 93    | Kosmetik (L’Oréal)                                |
|        |                                   |                                  |                    |       |                                                   |
| 21. ▲  | Karl Albrecht Jr. & Beate Heister | 25,9 ▲                           | Deutschland        | 68/64 | Einzelhandel (Aldi-Süd)                           |
| 64. ▲  | Dietrich Mateschitz               | 13,2 ▲                           | Österreich         | 71    | Getränke (Red Bull GmbH)                          |
| 129. ▲ | Ernesto Bertarelli                | 8,6 ▼                            | Schweiz            | 50    | Biotechnologie (Serono S.A.)                      |

## 2017
| Rang   | Milliardär                        | Vermögen in Milliarden US-Dollar | Nationalität       | Alter | Wirtschaftszweig                                  |
| ------ | --------------------------------- | -------------------------------- | ------------------ | ----- | ------------------------------------------------- |
| 1. ▬   | Bill Gates                        | 86,0 ▲                           | Vereinigte Staaten | 61    | Software (Microsoft)                              |
| 2. ▲   | Warren Buffett                    | 75,6 ▲                           | Vereinigte Staaten | 87    | Investment (Berkshire Hathaway)                   |
| 3. ▲   | Jeff Bezos                        | 72,8 ▲                           | Vereinigte Staaten | 53    | Internethandel (Amazon.com)                       |
| 4. ▼   | Amancio Ortega                    | 71,3 ▲                           | Spanien            | 81    | Bekleidung (Inditex)                              |
| 5. ▲   | Mark Zuckerberg                   | 56,0 ▲                           | Vereinigte Staaten | 33    | Soziale Medien (Facebook)                         |
| 6. ▼   | Carlos Slim Helú & Familie        | 54,5 ▲                           | Mexiko             | 77    | Telekommunikation (Telmex, Telcel, América Móvil) |
| 7. ▬   | Larry Ellison                     | 52,2 ▲                           | Vereinigte Staaten | 73    | Software (Oracle)                                 |
| 8. ▲   | Charles G. Koch                   | 48,3 ▲                           | Vereinigte Staaten | 81    | Öl und Chemie (Koch Industries)                   |
| 8. ▲   | David H. Koch                     | 48,3 ▲                           | Vereinigte Staaten | 76    | Öl und Chemie (Koch Industries)                   |
| 10. ▼  | Michael Bloomberg                 | 47,5 ▲                           | Vereinigte Staaten | 75    | Medien (Bloomberg L.P.)                           |
|        |                                   |                                  |                    |       |                                                   |
| 24. ▼  | Karl Albrecht Jr. & Beate Heister | 27,2 ▲                           | Deutschland        | 69/65 | Einzelhandel (Aldi-Süd)                           |
| 86. ▼  | Dietrich Mateschitz               | 13,4 ▲                           | Österreich         | 72    | Getränke (Red Bull GmbH)                          |
| 151. ▼ | Ernesto Bertarelli                | 8,6 ▬                            | Schweiz            | 51    | Biotechnologie (Serono S.A.)                      |

## 2018
| Rang   | Milliardär                        | Vermögen in Milliarden US-Dollar | Nationalität       | Alter | Wirtschaftszweig                                  |
| ------ | --------------------------------- | -------------------------------- | ------------------ | ----- | ------------------------------------------------- |
| 1. ▲   | Jeff Bezos                        | 112 ▲                            | Vereinigte Staaten | 54    | Internethandel (Amazon.com)                       |
| 2. ▼   | Bill Gates                        | 90 ▲                             | Vereinigte Staaten | 63    | Software (Microsoft)                              |
| 3. ▼   | Warren Buffett                    | 84 ▲                             | Vereinigte Staaten | 88    | Investment (Berkshire Hathaway)                   |
| 4. ▲   | Bernard Arnault                   | 72 ▲                             | Frankreich         | 69    | Luxusgüter (LVMH)                                 |
| 5. ▬   | Mark Zuckerberg                   | 71 ▲                             | Vereinigte Staaten | 34    | Soziale Medien (Facebook)                         |
| 6. ▼   | Amancio Ortega                    | 70 ▼                             | Spanien            | 82    | Mode (Inditex)                                    |
| 7. ▼   | Carlos Slim Helú & Familie        | 67,1 ▲                           | Mexiko             | 78    | Telekommunikation (Telmex, Telcel, América Móvil) |
| 8. ▬   | Charles G. Koch                   | 60 ▲                             | Vereinigte Staaten | 83    | Öl und Chemie (Koch Industries)                   |
| 8. ▬   | David H. Koch                     | 60 ▲                             | Vereinigte Staaten | 78    | Öl und Chemie (Koch Industries)                   |
| 10. ▼  | Larry Ellison                     | 58,5 ▲                           | Vereinigte Staaten | 74    | Software (Oracle)                                 |
|        |                                   |                                  |                    |       |                                                   |
| 27. ▼  | Karl Albrecht Jr. & Beate Heister | 29,8 ▲                           | Deutschland        | 70/66 | Einzelhandel (Aldi-Süd)                           |
| 37. ▲  | Dietrich Mateschitz               | 23 ▲                             | Österreich         | 74    | Getränke (Red Bull GmbH)                          |
| 174. ▼ | Ernesto Bertarelli                | 8,9 ▲                            | Schweiz            | 53    | Biotechnologie (Serono S.A.)                      |

## 2019
| Rang   | Milliardär                          | Vermögen in Milliarden US-Dollar | Nationalität       | Alter | Wirtschaftszweig                                       |
| ------ | ----------------------------------- | -------------------------------- | ------------------ | ----- | ------------------------------------------------------ |
| 1. ▬   | Jeff Bezos                          | 131 ▲                            | Vereinigte Staaten | 55    | Internethandel (Amazon.com)                            |
| 2. ▬   | Bill Gates                          | 96,5 ▲                           | Vereinigte Staaten | 64    | Software, Hardware (Microsoft)                         |
| 3. ▬   | Warren Buffett                      | 82,5 ▼                           | Vereinigte Staaten | 89    | Investment (Berkshire Hathaway)                        |
| 4. ▬   | Bernard Arnault                     | 76 ▲                             | Frankreich         | 70    | Luxusgüter (LVMH)                                      |
| 5. ▲   | Familie Slim Helú                   | 64 ▼                             | Mexiko             | 79    | Telekommunikation (Telmex, Grupo Carso, América Móvil) |
| 6. ▬   | Amancio Ortega                      | 62,7 ▼                           | Spanien            | 83    | Mode (Inditex)                                         |
| 7. ▲   | Larry Ellison                       | 62,5 ▲                           | Vereinigte Staaten | 74    | Software (Oracle)                                      |
| 8. ▼   | Mark Zuckerberg                     | 62,3 ▼                           | Vereinigte Staaten | 35    | Soziale Medien (Facebook)                              |
| 9. ▲   | Michael Bloomberg                   | 55,5 ▲                           | Vereinigte Staaten | 77    | Medien (Bloomberg L.P.)                                |
| 10. ▲  | Larry Page                          | 53,5 ▲                           | Vereinigte Staaten | 45    | Technologie (Alphabet Inc.)                            |
|        |                                     |                                  |                    |       |                                                        |
| 23. ▲  | Karl Albrecht jr. & Beate Heister   | 36,1 ▲                           | Deutschland        | 71/67 | Einzelhandel (Aldi-Süd)                                |
| 53. ▼  | Dietrich Mateschitz                 | 18,9 ▼                           | Österreich         | 75    | Getränke (Red Bull GmbH)                               |
| 133. ▲ | Gianluigi Aponte und Rafaela Aponte | 10,5 ▲                           | Schweiz            | 78    | Schifffahrt (Mediterranean Shipping Company)           |

## 2020
| Rang   | Milliardär                        | Vermögen in Milliarden US-Dollar | Nationalität       | Alter | Wirtschaftszweig                |
| ------ | --------------------------------- | -------------------------------- | ------------------ | ----- | ------------------------------- |
| 1. ▬   | Jeff Bezos                        | 113 ▼                            | Vereinigte Staaten | 56    | Internethandel (Amazon.com)     |
| 2. ▬   | Bill Gates                        | 98 ▲                             | Vereinigte Staaten | 64    | Software (Microsoft)            |
| 3. ▲   | Bernard Arnault                   | 76 ▬                             | Frankreich         | 71    | Luxusgüter (LVMH)               |
| 4. ▼   | Warren Buffett                    | 67,5 ▼                           | Vereinigte Staaten | 89    | Investment (Berkshire Hathaway) |
| 5. ▬   | Larry Ellison                     | 59 ▼                             | Vereinigte Staaten | 75    | Software (Oracle)               |
| 6. ▬   | Amancio Ortega                    | 55,1 ▼                           | Spanien            | 84    | Mode (Inditex)                  |
| 7. ▲   | Mark Zuckerberg                   | 54,7 ▼                           | Vereinigte Staaten | 36    | Soziale Medien (Facebook)       |
| 8. ▲   | Jim Walton                        | 54,6 ▲                           | Vereinigte Staaten | 71    | Einzelhandel (Walmart)          |
| 9. ▲   | Alice Walton                      | 54,4 ▲                           | Vereinigte Staaten | 70    | Einzelhandel (Walmart)          |
| 10. ▲  | S. Robson Walton                  | 54,1 ▲                           | Vereinigte Staaten | 75    | Einzelhandel (Walmart)          |
|        |                                   |                                  |                    |       |                                 |
| 23. ▬  | Karl Albrecht jr. & Beate Heister | 33,3 ▼                           | Deutschland        | 72/68 | Einzelhandel (Aldi-Süd)         |
| 57. ▼  | Dietrich Mateschitz               | 16,5 ▼                           | Österreich         | 75    | Getränke (Red Bull GmbH)        |
| 169. ▼ | Ernesto Bertarelli                | 8 ▬                              | Schweiz            | 54    | Biotechnologie (Serono)         |

## 2021
| Rang   | Milliardär                        | Vermögen in Milliarden US-Dollar | Nationalität                        | Alter | Wirtschaftszweig                             |
| ------ | --------------------------------- | -------------------------------- | ----------------------------------- | ----- | -------------------------------------------- |
| 1. ▬   | Jeff Bezos                        | 177 ▲                            | Vereinigte Staaten                  | 57    | Internethandel (Amazon.com)                  |
| 2. ▲   | Elon Musk                         | 151 ▲                            | Vereinigte Staaten Kanada Südafrika | 49    | Diversifiziert (PayPal, Tesla, Inc., SpaceX) |
| 3. ▬   | Bernard Arnault                   | 150 ▲                            | Frankreich                          | 72    | Luxusgüter (LVMH)                            |
| 4. ▼   | Bill Gates                        | 124 ▲                            | Vereinigte Staaten                  | 65    | Software (Microsoft)                         |
| 5. ▲   | Mark Zuckerberg                   | 97 ▲                             | Vereinigte Staaten                  | 36    | Soziale Medien (Facebook)                    |
| 6. ▼   | Warren Buffett                    | 96 ▲                             | Vereinigte Staaten                  | 90    | Investment (Berkshire Hathaway)              |
| 7. ▼   | Larry Ellison                     | 93 ▲                             | Vereinigte Staaten                  | 76    | Software (Oracle)                            |
| 8. ▲   | Larry Page                        | 91,5 ▲                           | Vereinigte Staaten                  | 48    | Technologie (Alphabet Inc.)                  |
| 9. ▲   | Sergey Brin                       | 89 ▲                             | Vereinigte Staaten                  | 47    | Technologie (Alphabet Inc.)                  |
| 10. ▲  | Mukesh Ambani                     | 84,5 ▲                           | Indien                              | 63    | Öl und Gas (Reliance Industries)             |
|        |                                   |                                  |                                     |       |                                              |
| 34. ▼  | Karl Albrecht jr. & Beate Heister | 39,2 ▲                           | Deutschland                         | 73/69 | Einzelhandel (Aldi-Süd)                      |
| 56. ▲  | Dietrich Mateschitz               | 26,9 ▲                           | Österreich                          | 76    | Getränke (Red Bull GmbH)                     |
| 208. ▲ | Gianluigi Aponte & Rafaela Aponte | 10,7 ▲                           | Schweiz                             | 80    | Logistik (Mediterranean Shipping Company)    |

## 2022
| Rang  | Milliardär          | Vermögen in Milliarden US-Dollar | Nationalität                        | Alter | Wirtschaftszweig                                   |
| ----- | ------------------- | -------------------------------- | ----------------------------------- | ----- | -------------------------------------------------- |
| 1. ▲  | Elon Musk           | 219 ▲                            | Vereinigte Staaten Kanada Südafrika | 50    | Diversifiziert (Tesla, Inc., SpaceX, Twitter Inc.) |
| 2. ▼  | Jeff Bezos          | 171 ▼                            | Vereinigte Staaten                  | 58    | Internethandel (Amazon.com)                        |
| 3. ▬  | Bernard Arnault     | 158 ▲                            | Frankreich                          | 73    | Luxusgüter (LVMH)                                  |
| 4. ▬  | Bill Gates          | 129 ▲                            | Vereinigte Staaten                  | 66    | Software (Microsoft)                               |
| 5. ▲  | Warren Buffett      | 118 ▲                            | Vereinigte Staaten                  | 91    | Investment (Berkshire Hathaway)                    |
| 6. ▲  | Larry Page          | 111 ▲                            | Vereinigte Staaten                  | 49    | Technologie (Alphabet Inc.)                        |
| 7. ▲  | Sergey Brin         | 107 ▲                            | Vereinigte Staaten                  | 48    | Technologie (Alphabet Inc.)                        |
| 8. ▼  | Larry Ellison       | 106 ▲                            | Vereinigte Staaten                  | 77    | Software (Oracle)                                  |
| 9. ▲  | Steve Ballmer       | 91,4 ▲                           | Vereinigte Staaten                  | 66    | Software (Microsoft)                               |
| 10. ▬ | Mukesh Ambani       | 90,7 ▲                           | Indien                              | 64    | Öl und Gas (Reliance Industries)                   |
|       |                     |                                  |                                     |       |                                                    |
| 28. ▲ | Dieter Schwarz      | 47,1 ▲                           | Deutschland                         | 82    | Einzelhandel (Schwarz-Gruppe)                      |
| 51. ▲ | Dietrich Mateschitz | 27,4 ▲                           | Österreich                          | 77    | Getränke (Red Bull GmbH)                           |
| 66. ▲ | Guillaume Pousaz    | 23 ▲                             | Schweiz                             | 40    | Zahlungsdienstleistungen (Checkout.com)            |

## 2023
| Rang   | Milliardär        | Vermögen in Milliarden US-Dollar | Nationalität                        | Alter | Wirtschaftszweig                                    |
| ------ | ----------------- | -------------------------------- | ----------------------------------- | ----- | --------------------------------------------------- |
| 1. ▲   | Bernard Arnault   | 211 ▲                            | Frankreich                          | 74    | Luxusgüter (LVMH)                                   |
| 2. ▼   | Elon Musk         | 180 ▼                            | Vereinigte Staaten Kanada Südafrika | 51    | Diversifiziert (Tesla, Inc., SpaceX, X Corp.)       |
| 3. ▼   | Jeff Bezos        | 114 ▼                            | Vereinigte Staaten                  | 59    | Internethandel (Amazon.com)                         |
| 4. ▲   | Larry Ellison     | 107 ▲                            | Vereinigte Staaten                  | 78    | Software (Oracle)                                   |
| 5. ▬   | Warren Buffett    | 106 ▼                            | Vereinigte Staaten                  | 92    | Investment (Berkshire Hathaway)                     |
| 6. ▼   | Bill Gates        | 104 ▼                            | Vereinigte Staaten                  | 67    | Software (Microsoft)                                |
| 7. ▲   | Michael Bloomberg | 94,5 ▲                           | Vereinigte Staaten                  | 81    | Medien (Bloomberg L.P.)                             |
| 8. ▲   | Carlos Slim Helú  | 94,5 ▲                           | Mexiko                              | 83    | Diversifiziert (América Móvil, Telmex, Grupo Carso) |
| 9. ▲   | Mukesh Ambani     | 83,4 ▼                           | Indien                              | 65    | Öl und Gas (Reliance Industries)                    |
| 10. ▼  | Steve Ballmer     | 80,7 ▼                           | Vereinigte Staaten                  | 67    | Software (Microsoft)                                |
|        |                   |                                  |                                     |       |                                                     |
| 27. ▲  | Dieter Schwarz    | 42,9 ▼                           | Deutschland                         | 83    | Einzelhandel (Schwarz-Gruppe)                       |
| 37. ▲  | Mark Mateschitz   | 34,7 ▲                           | Österreich                          | 30    | Getränke (Red Bull GmbH)                            |
| 317. ▼ | Guillaume Pousaz  | 7,2 ▼                            | Schweiz                             | 41    | Zahlungsdienstleistungen (Checkout.com)             |

## 2024
| Rang   | Milliardär       | Vermögen in Milliarden US-Dollar | Nationalität                        | Alter | Wirtschaftszweig                              |
| ------ | ---------------- | -------------------------------- | ----------------------------------- | ----- | --------------------------------------------- |
| 1. ▬   | Bernard Arnault  | 233 ▲                            | Frankreich                          | 75    | Luxusgüter (LVMH)                             |
| 2. ▬   | Elon Musk        | 195 ▲                            | Vereinigte Staaten Kanada Südafrika | 52    | Diversifiziert (Tesla, Inc., SpaceX, X Corp.) |
| 3. ▬   | Jeff Bezos       | 194 ▲                            | Vereinigte Staaten                  | 60    | Internethandel (Amazon.com)                   |
| 4. ▲   | Mark Zuckerberg  | 177 ▲                            | Vereinigte Staaten                  | 39    | Soziale Medien (Meta Platforms)               |
| 5. ▼   | Larry Ellison    | 141 ▲                            | Vereinigte Staaten                  | 79    | Software (Oracle)                             |
| 6. ▼   | Warren Buffett   | 133 ▲                            | Vereinigte Staaten                  | 93    | Investment (Berkshire Hathaway)               |
| 7. ▼   | Bill Gates       | 121 ▲                            | Vereinigte Staaten                  | 68    | Software (Microsoft)                          |
| 8. ▲   | Steve Ballmer    | 121 ▲                            | Vereinigte Staaten                  | 68    | Software (Microsoft)                          |
| 9. ▼   | Mukesh Ambani    | 116 ▲                            | Indien                              | 66    | Öl und Gas (Reliance Industries)              |
| 10. ▲  | Larry Page       | 114 ▲                            | Vereinigte Staaten                  | 51    | Technologie (Alphabet Inc.)                   |
|        |                  |                                  |                                     |       |                                               |
| 31. ▲  | Mark Mateschitz  | 39,6 ▲                           | Österreich                          | 31    | Getränke (Red Bull GmbH)                      |
| 37. ▼  | Dieter Schwarz   | 38 ▼                             | Deutschland                         | 84    | Einzelhandel (Schwarz-Gruppe)                 |
| 332. ▼ | Guillaume Pousaz | 7,8 ▲                            | Schweiz                             | 42    | Zahlungsdienstleistungen (Checkout.com)       |

Die vier reichsten Menschen oder Familien der Welt
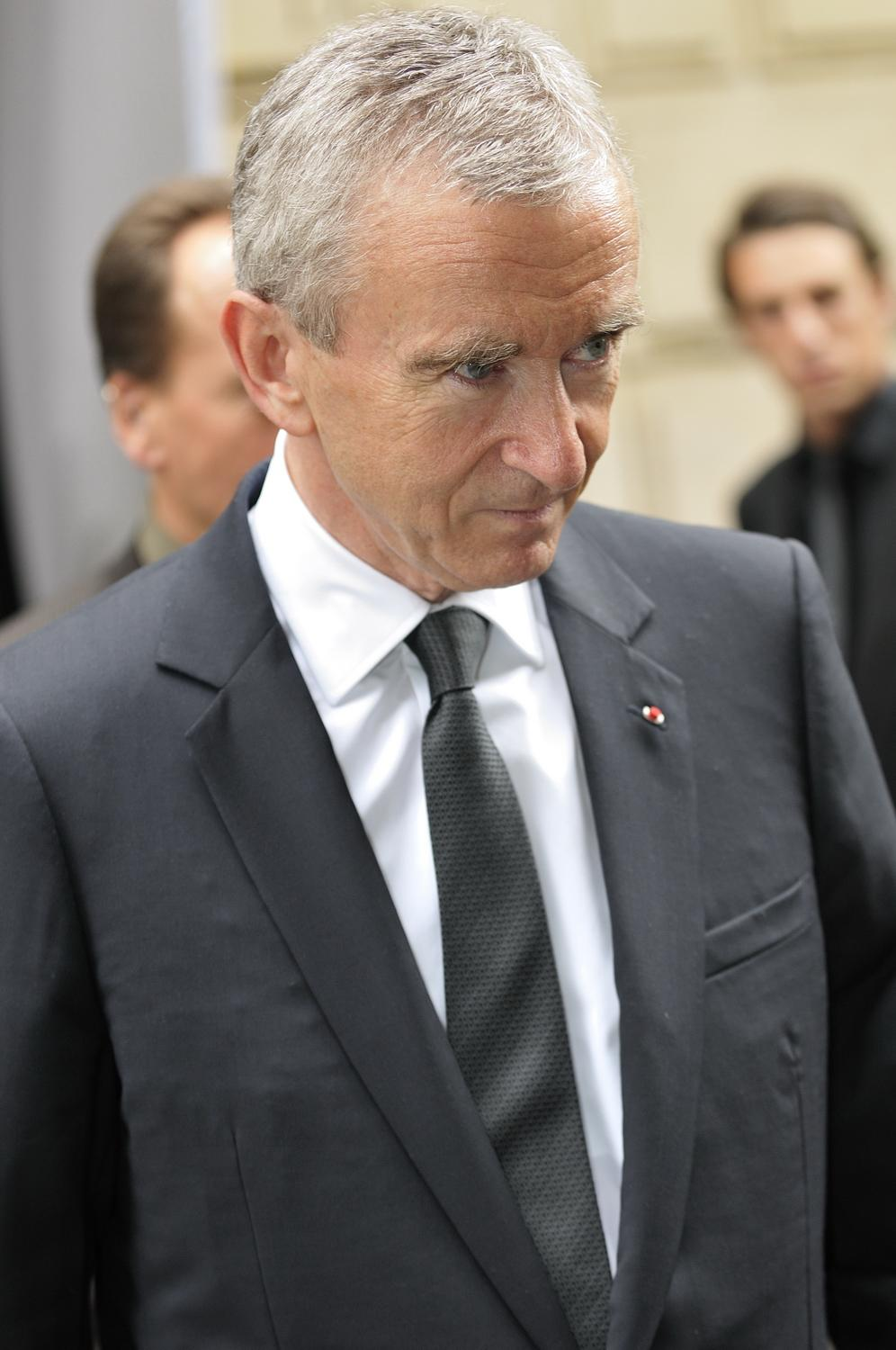
Familie Bernard Arnault (1, Frankreich)
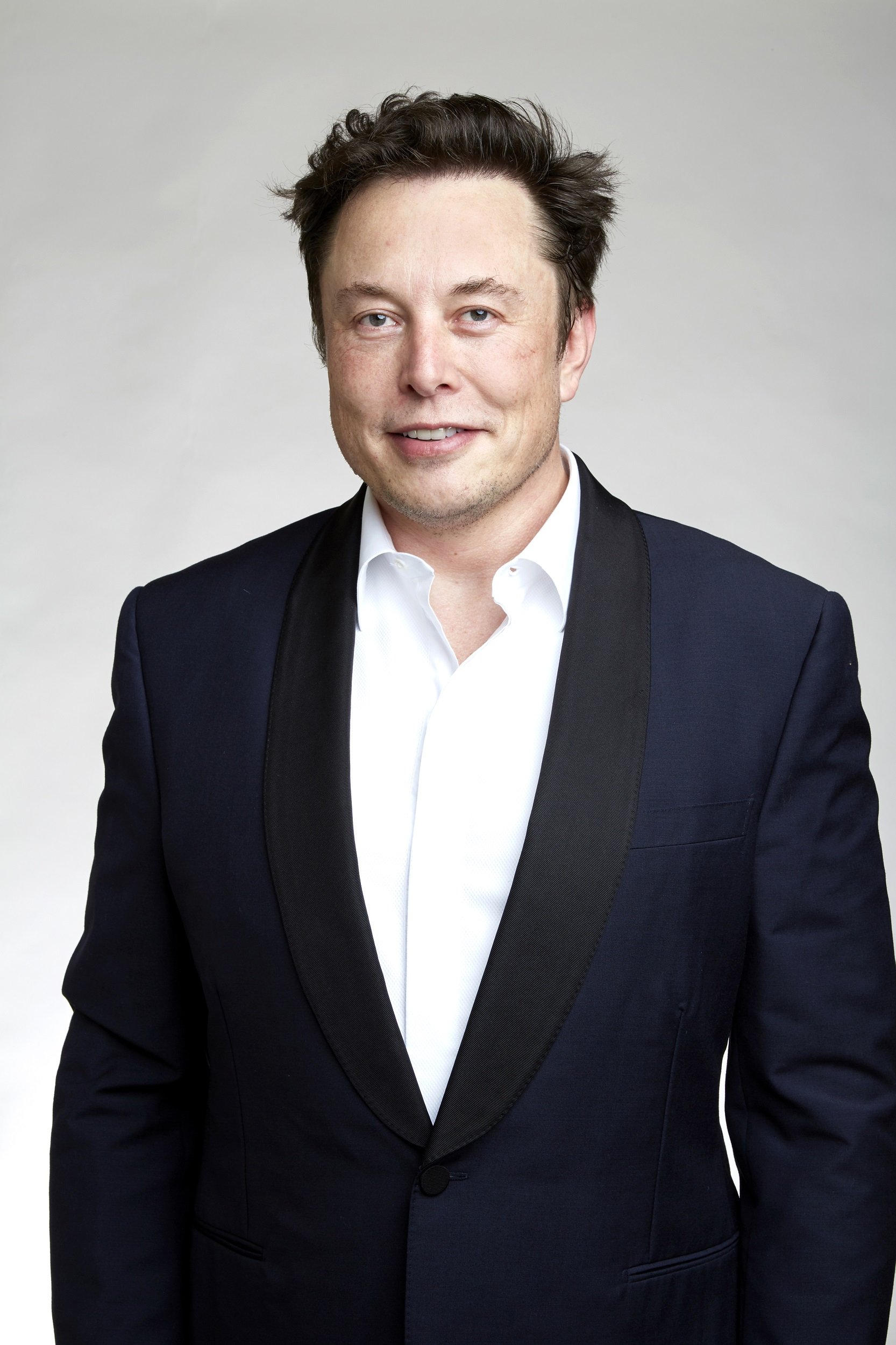
Elon Musk (2, Vereinigte Staaten)
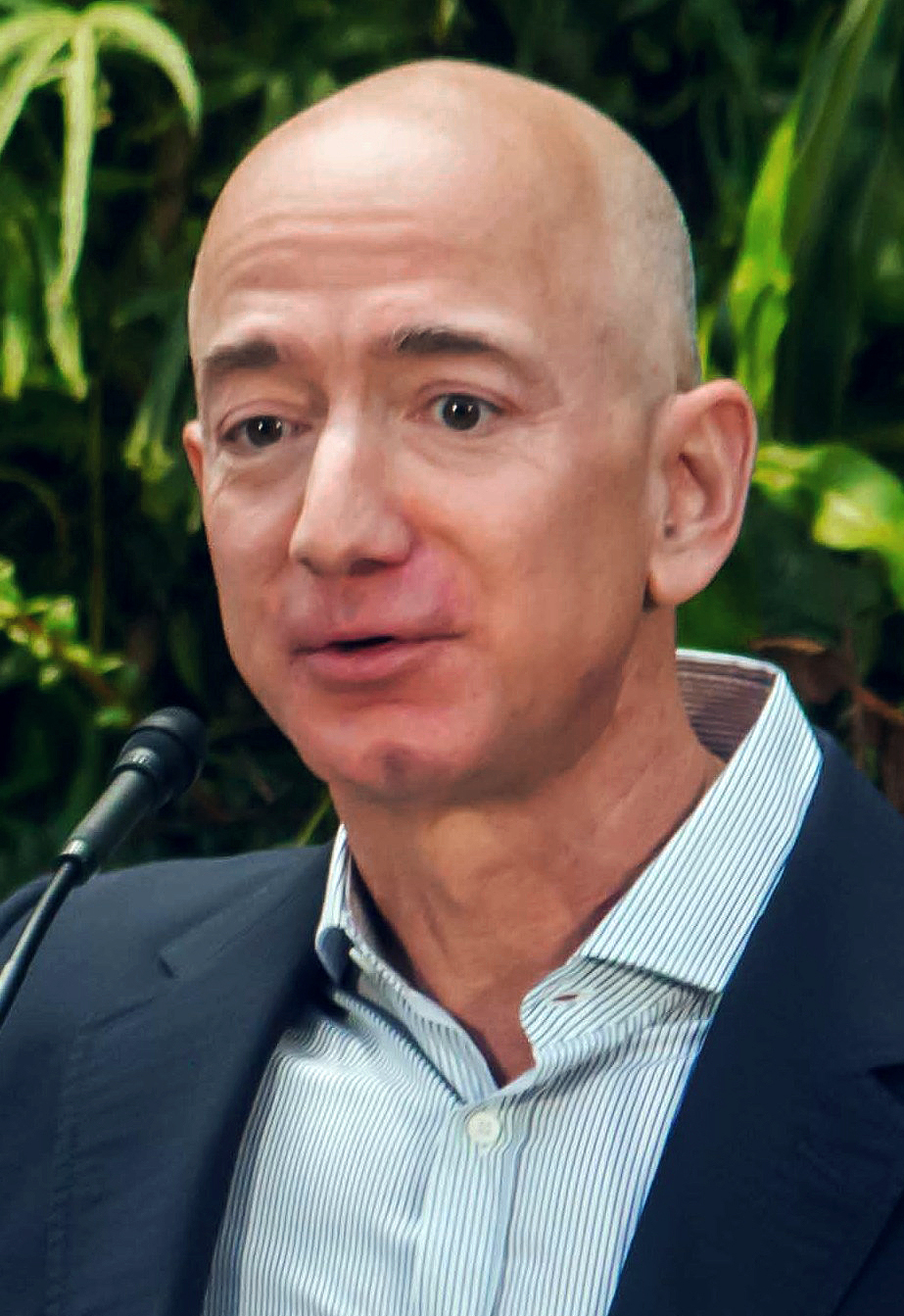
Jeff Bezos (3, Vereinigte Staaten)
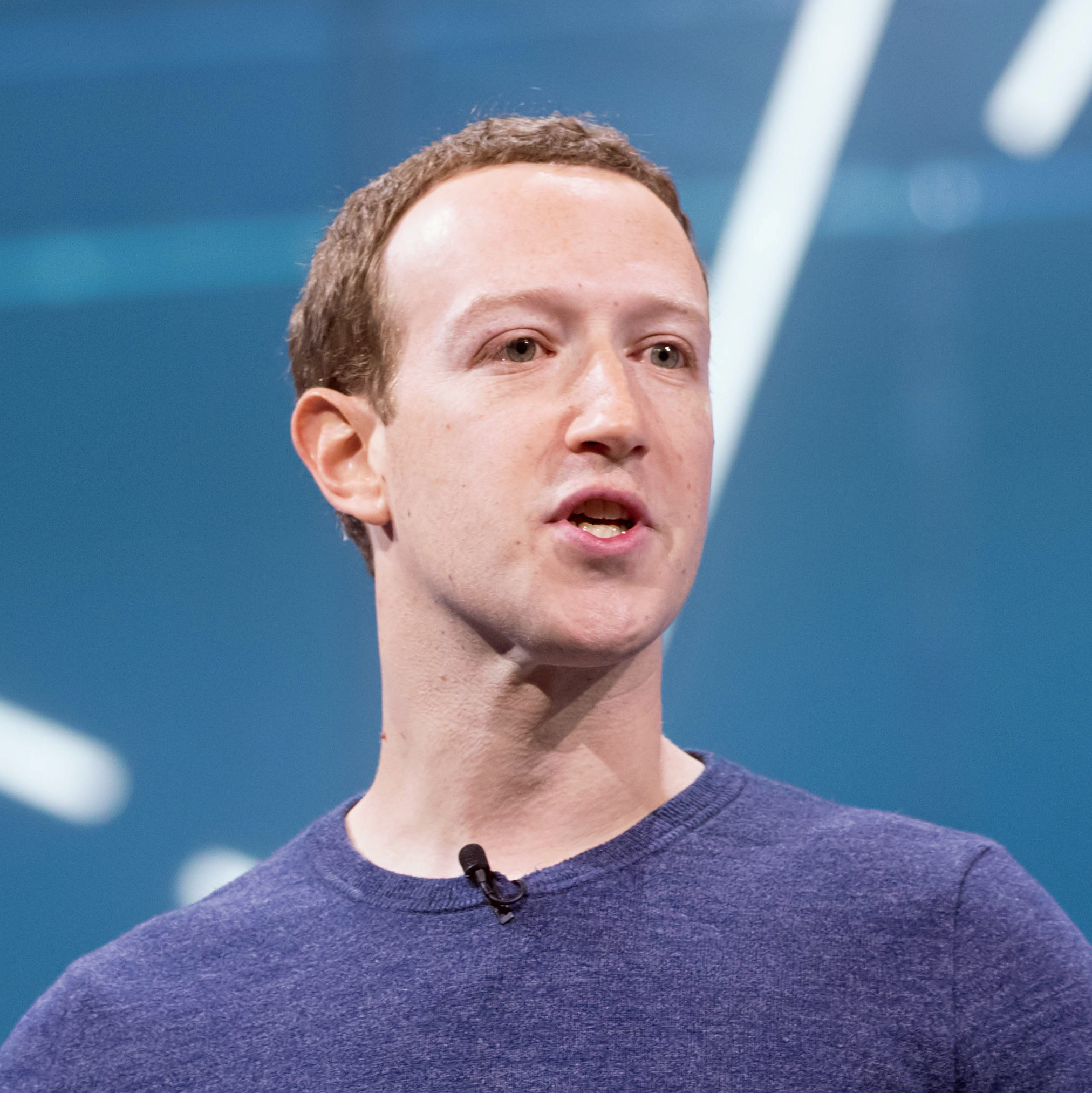
Mark Zuckerberg (4, Vereinigte Staaten)

## 2025
| Rang  | Milliardär       | Vermögen in Milliarden US-Dollar | Nationalität                        | Alter | Wirtschaftszweig                           |
| ----- | ---------------- | -------------------------------- | ----------------------------------- | ----- | ------------------------------------------ |
| 1. ▲  | Elon Musk        | 342 ▲                            | Vereinigte Staaten Kanada Südafrika | 53    | Diversifiziert (Tesla, Inc., SpaceX, X.AI) |
| 2. ▲  | Mark Zuckerberg  | 216 ▲                            | Vereinigte Staaten                  | 40    | Soziale Medien (Meta Platforms)            |
| 3. ▬  | Jeff Bezos       | 215 ▲                            | Vereinigte Staaten                  | 61    | Internethandel (Amazon.com)                |
| 4. ▲  | Larry Ellison    | 192 ▲                            | Vereinigte Staaten                  | 80    | Software (Oracle)                          |
| 5. ▼  | Bernard Arnault  | 178 ▼                            | Frankreich                          | 76    | Luxusgüter (LVMH)                          |
| 6. ▬  | Warren Buffett   | 154 ▼                            | Vereinigte Staaten                  | 94    | Investment (Berkshire Hathaway)            |
| 7. ▲  | Larry Page       | 144 ▲                            | Vereinigte Staaten                  | 52    | Technologie (Alphabet Inc.)                |
| 8. ▲  | Sergey Brin      | 138 ▲                            | Vereinigte Staaten                  | 51    | Technologie (Alphabet Inc.)                |
| 9. ▲  | Amancio Ortega   | 124 ▲                            | Spanien                             | 89    | Mode (Inditex)                             |
| 10. ▼ | Steve Ballmer    | 118 ▼                            | Vereinigte Staaten                  | 69    | Software (Microsoft)                       |
|       |                  |                                  |                                     |       |                                            |
| 37. ▬ | Dieter Schwarz   | 41 ▲                             | Deutschland                         | 85    | Einzelhandel (Schwarz-Gruppe)              |
| 31. ▼ | Mark Mateschitz  | 39,6 ▲                           | Österreich                          | 32    | Getränke (Red Bull GmbH)                   |
| 44. ▲ | Gianluigi Aponte | 37,7 ▲                           | Schweiz                             | 84    | Schifffahrt (MSC)                          |

Die vier reichsten Menschen oder Familien der Welt
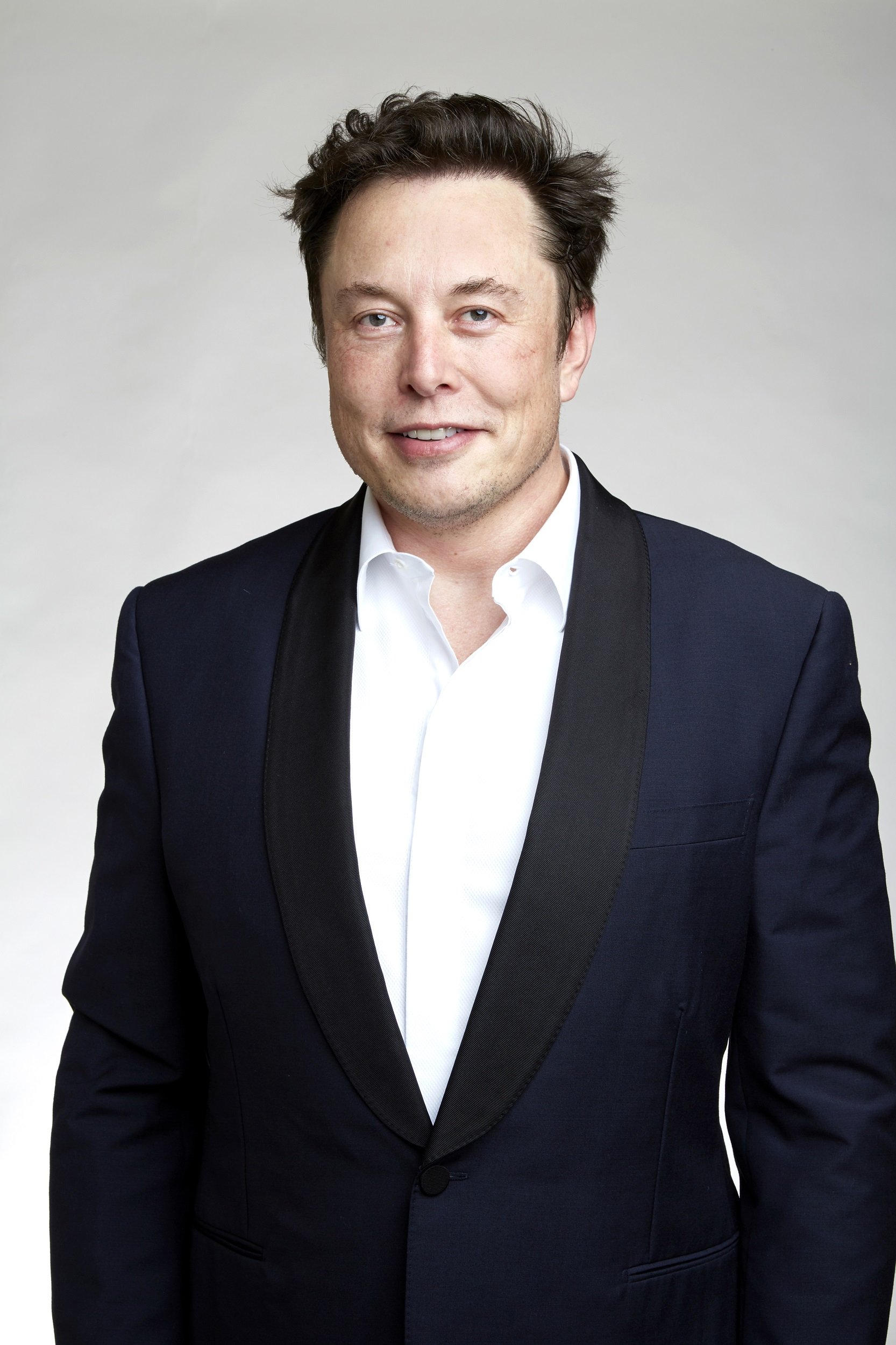
Elon Musk (1, Vereinigte Staaten)
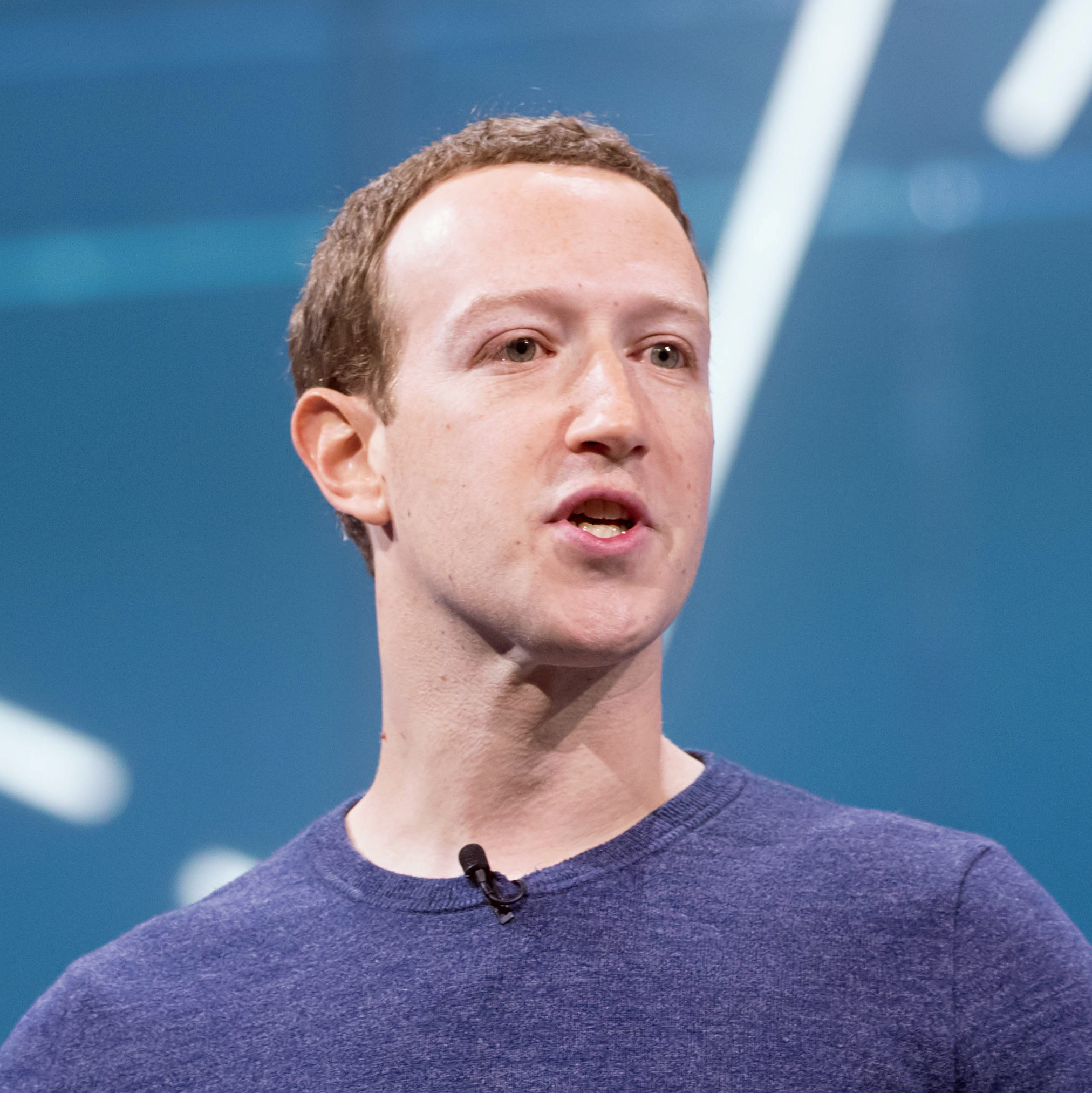
Mark Zuckerberg (2, Vereinigte Staaten)
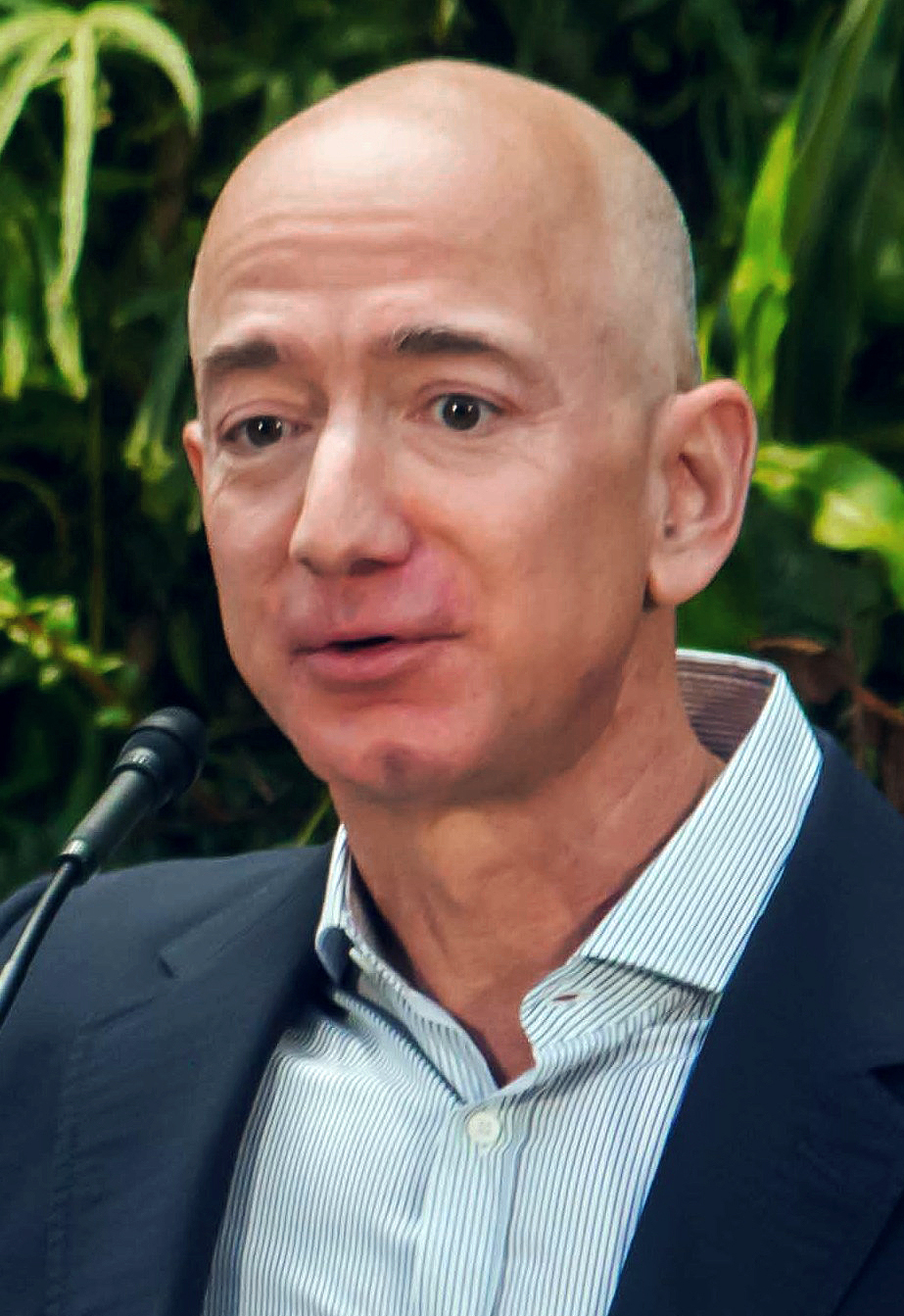
Jeff Bezos (3, Vereinigte Staaten)
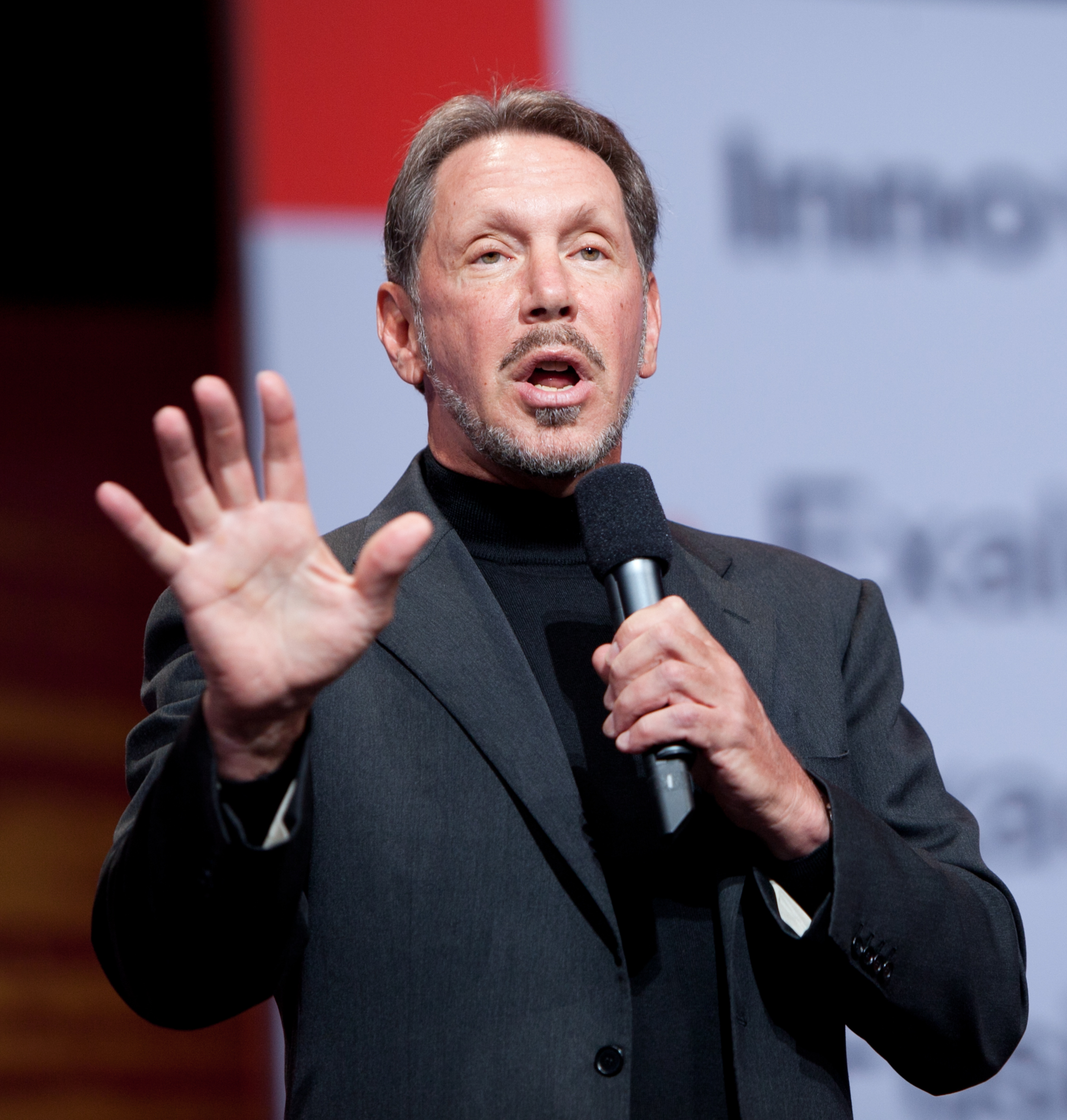
Larry Ellison (4, Vereinigte Staaten)